# Titularbistum Aggar
Aggar (lateinisch Dioecesis Aggaritana) ist ein Titularbistum der römisch-katholischen Kirche.
Es geht zurück auf einen untergegangenen Bischofssitz in der gleichnamigen antiken Stadt Aggar (heute Henchir Sidi Amara in Tunesien), die in der römischen Provinz Byzacena lag.
| Titularbischöfe von Aggar |                          |                                        |                        |                  |
| Nr.                       | Name                     | Amt                                    | von                    | bis              |
| 1                         | Joseph Ludwig Buchkremer | Weihbischof in Aachen (Deutschland)    | 28. Oktober 1961       | 24. August 1986  |
| 2                         | Alfred Kostelecky        | Weihbischof in Wien (Österreich)       | 12. November 1986      | 10. Februar 1990 |
| 3                         | František Radkovský      | Weihbischof in Prag (Tschechoslowakei) | 17. März 1990          | 31. Mai 1993     |
| 4                         | Antoni Długosz           | Weihbischof in Częstochowa (Polen)     | seit 18. Dezember 1993 |                  |